# 栗腹
栗腹（約前311年—前251年)，战国时期燕国国相，于鄗代之战中战败被杀。

## 生平
前251年，燕王喜派国相栗腹出使赵国，送金五百镒为赵孝成王置酒祝寿。栗腹回国后对燕王喜说：“赵国的精锐部队在长平之战都战死了，他们的孩子还没有长大，可以趁机进攻赵国。”燕王喜向昌国君乐间询问此事，乐间回答说：“赵国是个四面受敌，全民抗战的国家，不可以进攻。”燕王说以五敌一，乐间仍说不可战。大夫将渠也劝燕王喜说刚刚与赵国交好，再与赵国开战，违背道义必不能战胜。燕王喜不听，派出两路军队共六十万，兵车两千辆，由栗腹率领四十万攻打鄗（今河北省高邑县东），卿秦率领二十万攻打代（今河北省蔚县东北），燕王喜亲率偏军随军一同征战。燕军到达宋子（今河北省晋县南）时，赵孝成王派廉颇率兵八万在鄗击败栗腹，乐乘率军五万在代击败卿秦。栗腹战败被杀，卿秦、乐间被俘。次年，廉颇深入燕国五百里，包围了燕国的国都，燕王喜被迫派将渠为使，割让五座城池后赵国才退兵。

## 评价
鲁仲连评价栗腹：栗腹以十萬之眾五折於外，以萬乘之國被圍於趙，壤削主困，為天下僇笑。